# Ichizo Nakata
Ichizo Nakata (Mie, 19 april 1973) is een voormalig Japans voetballer.

## Carrière
Ichizo Nakata speelde tussen 1992 en 2004 voor Yokohama Flügels, Avispa Fukuoka, Oita Trinita, JEF United Ichihara, Vegalta Sendai en Ventforet Kofu.